# Petr Sedláček
Petr Sedláček (* 1975, Jihlava) je český folkový písničkář. Hudbě se věnuje od roku 1994, kdy založil v Karlových Varech folkovou skupinu Lidi. V roce 1996 vystupoval v duu VÍQĚT s Petrou Janovskou. Od r. 1997 je na sólové dráze. S písničkářem Marcelem Křížem vystupoval ve společném pořadu Se Sedláčkem je Kříž, v roce 2006 působil v duu Gregor Sedláček se slovenským jazzmanem Tomášem Gregorem. V roce 2007 založil s Inkou Tognerovou, zpěvačkou skupiny Šantré, formaci Tamaral. Inka Tognerová v lednu 2009 ze skupiny odešla, aby se v roce 2011 zase vrátila. Tamaral se tak po období, kdy v něm působili muzikanti jako Eliška Pechová, Pavel Kovačka, Luboš Pavlík nebo Žofie Kašparová, vrátil zpět ke kořenům. Sestavu tak vedle Inky Tognerové a Petra Sedláčka tvořil mimořádný perkusista Petr Kamiš, který plní i funkci uměleckého vedoucího skupiny.
Od roku 2014 vystupuje Tamaral jako duo – Petr Sedláček a kytarista Pavel Kovačka.
Petr Sedláček žije na Vysočině. Na samotě Sychrov se svou ženou buduje vzdělávací a terapeutické centrum Dvůr Sychrov.